# Daytime-Emmy-Verleihung 2020
Die Daytime-Emmy-Verleihung 2020 fand am 6. Juni 2020 statt und wurde von CBS live aus dem Las Vegas Hilton übertragen. Die Nominierungen wurden am 21. Mai verkündet.

## Hintergrund
Ursprünglich sollte 47. Daytime-Emmy-Verleihung vom 12. bis 14. Juni über drei Nächte verteilt im Pasadena Civic Auditorium in Pasadena, Kalifornien stattfinden. Im Rahmen der COVID-19-Pandemie in den Vereinigten Staaten verkündete die National Academy of Television Arts and Sciences vorausschauend, nicht an diesen Plänen festzuhalten und sagte die Veranstaltung ab. Dennoch arbeitete die Organisation weiter an einer möglichen Ersatzveranstaltung. Am 28. April waren die Pläne so weit fortgeschritten, das man eine virtuelle Zeremonie ankündigen konnte, jedoch noch ohne fixes Datum. Dies galt auch für die Sport-Emmys sowie die News & Documentary Emmys. Am 20. Mai wurde schließlich der 26. Juni als Ausstrahlungstag auf CBS bekannt gegeben. Damit handelte es sich um die erste Ausstrahlung der Verleihung seit 2014. Die Award-Shows von 2015 bis 2019 wurden per Streaming übertragen. Einen Tag nach Bekanntgabe des Termins wurden die Nominierungen in der Talkshow The Talk bekannt gegeben. Das Moderatorenteam von The Talk führte auch durch die Veranstaltung.
Bei der Ausstrahlung wurden jedoch nur die Hauptkategorien vergeben, während einige andere Gewinner nur per Twitter bekannt gegeben wurden.

## Kategorien
Im Vergleich zum Vorjahr wurden auf Grund der Bestrebungen genderneutrale Sprache zu verwenden die Nachwuchskategorien zusammengefasst zum „Outstanding Younger Performer in a Drama Series“.

## Programmkategorien
| Dramaserie (Outstanding Drama Series) | Digitale Dramaserie (Outstanding Digital Daytime Drama Series)                                                                                                   |
| --- | --- |
| - Schatten der Leidenschaft (CBS) - Reich und Schön (CBS) - Zeit der Sehnsucht (NBC) - General Hospital (ABC)                                                                           | - The Bay (Amazon Prime) - After Forever (Amazon Prime) - Dark/Web (Amazon Prime) - EastSiders (Netflix) - Studio City (Amazon Prime)                            |
| Entertainment-Talkshow (Outstanding Talk Show-Entertainment) | Informative Talkshow (Outstanding Talk Show-Informative) |
| - The Ellen DeGeneres Show (Syndikation) - GMA3: Strahan, Sara and Keke (ABC) - The Kelly Clarkson Show (Syndikation) - Live with Kelly and Ryan (Syndikation) - The Talk (Syndikation) | - The View (ABC) - The 3rd Hour of Today (NBC) - Rachael Ray (Syndication) - Red Table Talk (Facebook Watch) - Today with Hoda & Jenna (NBC)                     |
| Frühstücksprogramm (Outstanding Morning Program) | Entertainment News (Outstanding Entertainment News Program) |
| - Today (NBC) - CBS Sunday Morning - CBS This Morning - Good Morning America (ABC) - Sunday Today with Willie Geist (NBC)                                                               | - Entertainment Tonight (Syndikation) - Access Hollywood (Syndication) - E! News (E!) - Extra (Syndikation) - Inside Edition (Syndication)                       |
| Gerichtssendung (Outstanding Legal/Courtroom Program) | Kochsendung (Outstanding Culinary Program) |
| - The People’s Court (Syndikation) - Hot Bench (Syndikation) - Judge Judy (Syndikation) - Judge Mathis (Syndication) - Lauren Lake’s Paternity Court (Syndication)                      | - Giada Entertains (Food Network) - Barefoot Contessa (Food Network) - Milkstreet (PBS) - 30 Minute Meals (Food Network) - Valerie’s Home Cooking (Food Network) |
| Spielshow (Outstanding Game Show) | |
| - Jeopardy! (Syndikation) - Are You Smarter Than a 5th Grader (Nickelodeon) - Double Dare (Nickelodeon) - Family Feud (Syndication) - The Price Is Right (CBS)                          | |

## Schauspiel
| Hauptdarsteller in einer Dramaserie (Outstanding Lead Performance in a Drama Series) | Hauptdarsteller in einer Dramaserie (Outstanding Lead Performance in a Drama Series) |
| Hauptdarsteller | Hauptdarstellerin |
| --- | --- |
| - Jason Thompson als Billy Abbott in Schatten der Leidenschaft - Steve Burton als Jason Morgan in General Hospital - Thorsten Kaye als Ridge Forrester in Reich und Schön - Jon Lindstrom als Kevin Collins/Ryan Chamberlain in General Hospital - Thaao Penghlis als Tony DiMera in Zeit der Sehnsucht                                                              | - Heather Tom als Katie Logan in Reich und Schön - Finola Hughes als Anna Devane in General Hospital - Katherine Kelly Lang als Brooke Logan in Reich und Schön - Maura West als Ava Jerome in General Hospital - Arianne Zucker als Nicole Walker in Zeit der Sehnsucht |
| Nebendarsteller (Outstanding Supporting Performance in a Drama Series) | |
| Nebendarsteller | Nebendarstellerin |
| - Bryton James als Devon Hamilton in Schatten der Leidenschaft - Mark Grossman als Adam Newman in Schatten der Leidenschaft - Wally Kurth alsJustin Kiriakis in Zeit der Sehnsucht - Chandler Massey als Will Horton in Zeit der Sehnsucht - James Patrick Stuart als Valentin Cassadine in General Hospital - Paul Telfer als Xander Kiriakis in Zeit der Sehnsucht | - Tamara Braun als Dr. Kim Nero in General Hospital - Rebecca Budig als Hayden Barnes in General Hospital - Susan Seaforth Hayes als Julie Williams in Zeit der Sehnsucht - Christel Khalil als Lily Winters in Schatten der Leidenschaft - Annika Noelle als Hope Logan in Reich und Schön |
| Kinderschauspieler (Outstanding Performance by a Younger Artist in a Drama Series) | Outstanding Principal Performance in a Daytime Program |
| - Eva LaRue als Celeste Rosales in Schatten der Leidenschaft - Elissa Kapneck als Sasha in Schatten der Leidenschaft - Michael E. Knight als Martin Grey in General Hospital - Jeffrey Vincent Parise als Simon Black in Schatten der Leidenschaft - Chrishell Stause als Jordan Ridgeway in Zeit der Sehnsucht                                                      | - Ryan Dillon als Elmo, Lefty und Don Music in Sesame Street's 50th Anniversary Celebration (HBO) - Liana Liberato als McKenna Brady in Leicht wie eine Feder (Hulu) - Damian Toofeek Raven als Chadwick Williams in The Chadwick Journals, Season 3: Oren (Amazon Prime) - Jordan Rodrigues als Trey Emory in Leicht wie eine Feder (Hulu) - Brianne Tju als Alex Portnoy in Leicht wie eine Feder (Hulu) |

## Moderation
| Gameshow-Moderation (Outstanding Game Show Host) | Talkshow-Moderator Entertainment (Outstanding Entertainment Talk Show Host) |
| --- | --- |
| - Alex Trebek, Jeopardy! - Wayne Brady, Let’s Make a Deal - Steve Harvey, Family Feud - Alfonso Ribeiro, Catch 21 - Pat Sajak, Wheel of Fortune | - Kelly Clarkson in The Kelly Clarkson Show - Michael Strahan, Sara Haines und Keke Palmer, GMA3: Strahan, Sara and Keke - Kelly Ripa und Ryan Seacrest in Live with Kelly and Ryan - Maury Povich, Maury - Sara Gilbert, Sharon Osbourne, Sheryl Underwood, Eve, Carrie Ann Inaba und Marie Osmond, The Talk |
| Talkshow-Moderator (Outstanding Talk Show Host) | Talkshow-Moderator (Outstanding Talk Show Host) |
| - Tamron Hall, Tamron Hall - Whoopi Goldberg, Joy Behar, Sunny Hostin, Meghan McCain, Abby Huntsman und Ana Navarro, The View - Larry King, Larry King Now - Hoda Kotb und Jenna Bush Hager in Today with Hoda & Jenna - Jada Pinkett Smith, Willow Smith und Adrienne Banfield-Norris, Red Table Talk | |

## Produktion
| Drehbuch (Outstanding Writing Team)                                                   | Regie für eine Dramaserie (Outstanding Drama Series Directing Team)                   |
| ------------------------------------------------------------------------------------- | ------------------------------------------------------------------------------------- |
| - Reich und Schön - General Hospital - Schatten der Leidenschaft - Zeit der Sehnsucht | - General Hospital - Reich und Schön - Schatten der Leidenschaft - Zeit der Sehnsucht |